# PlayStation Vita-rendszerszoftver
A PlayStation Vita-rendszerszoftver a PlayStation Vita és a PlayStation TV hivatalos, frissíthető firmware-e és operációs rendszere.
A frissítés folyamata szinte teljesen azonos, mint a PlayStation Portable, a PlayStation 3 vagy a PlayStation 4 esetében. A rendszerszoftver-frissítést közvetlenül a készülékre lehet tölteni Wi-Fi-kapcsolaton keresztül, le lehet tölteni azt egy PS3 rendszerre vagy egy személyi számítógépre, illetve maga a játékkártya is tartalmazhatja a frissítési adatokat. A PlayStation TV rendszereket Ethernet-kapcsolaton keresztül is lehet frissíteni. A PlayStation Vita grafikus héja a LiveArea. A PlayStation Vita-rendszerszoftvernek egy opcionális kiegészítője is van, a PlayStation Mobile-futásidejű csomag. A rendszer Unix-szerű alapokra épít, FreeBSD és NetBSD alapokkal.
A rendszerszoftver legfrissebb stabil kiadása, a 3.73, 2019. október 16-án jelent meg.

## Technológia

### Felhasználói felület
A LiveArea a PlayStation Vita-rendszerszoftver grafikus felhasználói felülete, melyet a Sony Computer Entertainment fejlesztett. Az interfész egy új érintésalapú képernyő, mely egyfajta központi oldalként funkcionál, ahol a felhasználók a játékok különböző részei között ugrálhatnak. A nyolcadik generációs PlayStation Vita és PlayStation TV konzolok a LiveAreát használják grafikus héjként a korábbi XrossMediaBar (XMB) interfésszel szemben, melyet a Sony a nyolcadik generációs videójáték-konzoljai, így a PlayStation Portable-nél és PlayStation 3-nál alkalmazott. A PlayStation 4, a Sony nyolcadik generációs asztali videójáték-konzolja azonban se a LiveAreát, se a XrossMediaBart nem használja grafikus héjként, helyettük a PlayStation Dynamic Menu nevű felhasználói felületet alkalmazza.
A PlayStation Vita-rendszerszoftvere a LiveAreát használja felhasználói felületeként, ami különböző ismeretségi hálózati funkciókat is magába foglal a PlayStation Networkön keresztül. A felhasználók a kezdőképernyőn egy játék vagy alkalmazás ikonját kiválasztva megnyitják annak LiveArea-képernyőjét. A LiveArea egyik új funkciójaként megjelennek a legújabb játékinformációk, így a letölthető tartalmak annak LiveArea-képernyőjén. Ezek mellett a LiveArea-képernyőn lefele pöccintéssel felhozható a többi felhasználó adott játékhoz kapcsolódó tevékenységei.

### Kapcsolat az asztali konzolokkal
A PlayStation Vita és a PlayStation TV támogatja a Remote Play (Távoli játék) szolgáltatást a Sony asztali konzoljaival, így a PlayStation 3-mal és a PlayStation 4-gyel. A funkció lehetőséget biztosít a PlayStation 3 és PlayStation 4 konzoloknak a videó- és audiojel továbbítását a PlayStation Vita felé. A PlayStation Vita és a PlayStation 3 közötti Remote Play, ellentétben a PlayStation Vita és a PlayStation 4 közötti Remote Play-jel kizárólag néhány PS3-játéknál érhető el, a végeredmény is gyakran akadozós. Ezek mellett a PlayStation Vita második képernyőként is használható a PS4-hez, illetve nagyon kevés PS3-játékhoz (például a Class of Heroes 2G) tartalmak közvetlen streamelésére.
A PlayStation Vita és a PlayStation 3 között lehetséges a médiafájlok, így a zeneszámok vagy képek megosztása a két konzol közötti közvetlen átvitellel. A PlayStation Vita-rendszerszoftver frissítéseit a PS3-rendszeren keresztül is le lehet tölteni. Továbbá a Cross-Buy szolgáltatás lehetőséget ad, hogy a funkciót támogató játékok egyszeri megvásárlásával kettő vagy három Sony-platformon lehet őket játszani. A Minecraft és a Terraria jó példa erre, a játékvilágukat a konzolokon keresztül is át lehet küldeni.
Egy Cross-Play vagy Cross-Platform Play nevű funkció is, amivel a PlayStation Vita-szoftverek PlayStation 3- vagy PlayStation 4-szoftverekkel kommunikálhatnak. A különböző szoftverek különböző módon használják ki ezt a lehetőséget, például az Ultimate Marvel vs. Capcom 3 PS3-verzióját egy PS Vita-rendszerrel is lehet irányítani. Ezek mellett a PS Vita-felhasználók a PlayStation Now felhőalapú játékszolgáltatáson keresztül bizonyos PS3-játékokkal is játszhatnak.

### Internetes funkciók
Ugyan a PlayStation Vita-rendszer bármiféle internetkapcsolat nélkül is működik, azonban további funkciók érhetőek el, ha az csatlakozik a világhálóra. A felhasználók frissítéséket tölthetnek le az internetről vagy azon keresztül játszhatnak is egymással. Az internetre kapcsolt PlayStation Vita-rendszereknek hozzáférése van a különböző PlayStation Network-szolgáltatások (PSN), így a PlayStation Store-hoz vagy a PlayStation Plus előfizetéses szolgáltatáshoz, játékok és egyéb tartalmak is vásárolhatóak a szolgáltatásokon keresztül. Az olyan alkalmazások, mint a PlayStation Now App vagy a Live from PlayStation App, illetve a különböző videostreaming alkalmazások működésükhöz megkövetelik az internetelérést.
A „Browser” (Böngésző) élére van telepítve a PlayStation Vitán a világháló böngészésének érdekében. Ugyan nem tér el sokban a PlayStation Portable hasonló alkalmazásától; a PS Vita böngészője a PSP-verzió továbbfejlesztett változata, ami könnyebben kezelhető és fejlettebb lett. A böngésző nem támogatja a füleket, azonban egyszerre legfeljebb 8 különálló ablak lehet megnyitva. A böngészőben képeket is lehet letölteni a weboldalakról a PlayStation Vita memóriakártyájára, ha a felhasználó hosszan megérint egy képet, amíg elő nem jön egy menü. Bizonyos tartalmak nem érhetőek el, ha a háttérben egy játék vagy videolejátszás fut, így ezekből ajánlott kilépni a böngészés megkezdése előtt. Ugyan a PS Vita webböngészője támogatja a HTML5, süti és a Javascript szabványokat, azonban a PSP-vel ellentétben az Adobe Flash már nem támogatja.
Az előtelepített alkalmazások között volt még a „Maps” (Térképek), melyen internetelérés mellett térképeken lehet tájékozódni. A szolgáltatást a nearrel egyetemben 2015-ben egy rendszerszoftver-frissítés képében eltávolította a Sony.

### Multimédiás szolgáltatások
A PlayStation Vita több másik játékkonzolhoz hasonlóan képes különböző formátumú kép-, hang- vagy videofájlok lejátszására, a beépített kamerával fényképeket és videókat is lehet készíteni. A PlayStation Vitán ellentétben a Sony asztali konzoljaival, így a PlayStation 3-mal és a PlayStation 4-gyel nem lehet Blu-ray vagy DVD filmeket, illetve a PlayStation Portable-lel szemben nem lehet UMD filmeket lejátszani, hiszen a Vitának nincs optikai meghajtója. Ennek ellenére a felhasználók a támogatott formátumokban tölthetnek fel filmeket a PlayStation Vita-rendszerekre, illetve a PlayStation Store-on keresztül is lehet letölteni videókat. A felhasználók a PlayStation Vita-rendszeren megjeleníthető fájlokat a PlayStation TV-rendszerekre is feltölthetik, hogy így azokat televíziókon jelenítsék meg A PS Vita képernyője helyett. A PS Vita- vagy PS TV-rendszerek a következő fájlformátumokat támogatják:
- Videók: MP4 SP, MP4 AVC / MP4 H.264 Baseline, Main vagy High Profile Level 4.1
- Képek: JPEG, GIF, TIFF, BMP, PNG
- Zene: MP3, MP3 Surround, WAV, WMA 9, MP4 Audio, MPEG-4 Part 3, AAC / AAC Low Complexity (unprotected)

Ezek mellett néhány szórakoztatóalkalmazás is letölthető a PS Vita- vagy PS TV-rendszerekre a PlayStation Store kínálatából. A Sony a 2011-es Gamescom on bejelentette, hogy az olyan alkalmazások, mint a Netflix elérhetőek lesznek a PlayStation Store-on. A tovább alkalmazások között szerepel a Music Unlimited, a Flickr, a Nico Nico, a TuneIn Radio, a Qello, a Crunchyroll, a Crackle, a Hulu Plus, a Redbox Instant és a YouTube, bár ezek nem mindegyike kompatibilis a PS TV-vel.

### Visszafelé kompatibilitás
A PlayStation Vita hasonlóan a korai PlayStation 3-konzolokhoz, amik kompatibilisek voltak a PlayStation 2-játékokkal, kompatibilis a legtöbb PlayStation Portable-játékkal. A PlayStation Vita ellentétben a PlayStation Portable-lel nem rendelkezik UMD-meghajtóval, a fizikai PSP-játékokat nem lehet továbbvinni a PS Vita-rendszerre. Ez azt jelenti, hogy a felhasználók kizárólag a PlayStation Networkön keresztül letöltött PSP-játékokkal játszhatnak a PS Vitán. PS Vita-rendszeren PSP-játékok futtatása közben támogatott a Vita dupla analóg karja; a jobb kart be lehet állítani, hogy a PSP-rendszer iránygombjait, a bal karját, az L és R gombjait vagy a háromszög, X, négyzet és kör gombjait utánozza. A PSP-játékok grafikája fel van skálázva, a pixelesedés csökkentése érdekében be lehet kapcsolni egy opcionális bilineáris szűrőt.
A PlayStation Vita a PlayStation Portable-játékokon kívül a legtöbb PSone Classics-, PlayStation minis- és PlayStation Mobile-játékkal kompatibilis. A PS Vita megjelenésekor a PSone Classic-címek nem voltak kompatibilisek, azonban a 2012. augusztus 28-án megjelent 1.80-as rendszerszoftver-frissítéssel fokozatosan elérhetővé váltak. A PlayStation Mobile-játékok eredetileg a PlayStation Vita- és PlayStation TV-rendszerekkel, illetve bizonyos Android operációs rendszerű készülékekkel voltak kompatibilisek, azonban a 2014-ben megjelent PlayStation Mobile 2.00 szoftverfejlesztő készlet már csak a PlayStation Vitát és opcionálisan a PlayStation TV-t támogatta.

## Verziók

### 3. verzió
| Verziószám Megjelenés (UTC) Megjegyzések                               | Leírás |
| ---------------------------------------------------------------------- | --- |
| 3.67 2017. november 28.                                                | Rendszer - Gyorsítja a rendszerteljesítményt bizonyos opciók alkalmazása során - Frissíti a Twitter-párbeszédpanelt - Frissíti a WiFi-chip firmware-ét E-mail - Megváltoztatja az [E-mail] alkalmazás ikonját |
| 3.63 2016. november 1.                                                 | Rendszer - Gyorsítja a rendszerteljesítményt bizonyos opciók alkalmazása során |
| 3.61 2016. augusztus 8.                                                | Rendszer - Gyorsítja a rendszerteljesítményt - Befoltozza a „HENkaku” biztonsági rést |
| 3.60 2016. április 6.                                                  | Rendszer - Gyorsítja a rendszerteljesítményt bizonyos opciók alkalmazása során |
| 3.57 2016. január 20.                                                  | Rendszer - Eltávolítja a rendszerszintű Facebook-támogatást - Befoltozza a PSPemulator kernelmód és az „egyedi buborék” biztonsági rést |
| 3.55 2015. szeptember 30.                                              | Rendszer - Befoltozza a „Fail-Mail” biztonsági rést - Befoltoz több PSP-felhasználói mód biztonsági rést PS4 Link - Ezentúl be lehet állítani a távoli játék képfelbontását a PS Vita rendszeren. Szülői felügyelet - Ezentúl korlátozni lehet az [E-mail] alkalmazás elindítását |
| 3.52 2015. június 23.                                                  | Rendszer - Javult a rendszerstabilitás bizonyos opciók alkalmazása során - Visszavonja a PlayStation Mobile-t - Befoltozza a „Rejuvenate” biztonsági rést |
| 3.51 2015. május 13.                                                   | Rendszer - Javult a rendszerstabilitás bizonyos opciók alkalmazása során - További javítások az „egyedi buborék” biztonsági réshez - Javítja az akadozást a kezdőképernyőn |
| 3.50 2015. március 26.                                                 | Rendszer - Támogatás a 60 képkocka/másodperces streameléshez PS4-es távoli játék során. Ha a 60fps engedélyezve van, akkor a PS4 rendszeren nem lehet játékmenetet felvenni távoli játék során - Megjelentek a kisegítő lehetőségek a beállítások menüben, olyan opciókkal, mint a nagyítás, az inverz színek, a zárt feliratozás, a nagyobb betűméret vagy a nagyobb kontraszt - A [Térkép] ([Maps]) alkalmazást eltávolították - A [near] ezentúl nem mutatja a térképet és az azzal kapcsolatos tartalmakat - A PSN-t átnevezték PlayStation Networkre - A [PlayStation Network] > [Alfiók kezelés] ([Sub Account Management]) alatti [Csevegés] ([Chat]) beállításokat átnevezték [Csevegés/Felhasználó által létrehozott médiá]ra ([Chat/User-Generated Media]) - Az alfiók-használókat ezentúl korlátozni lehet üzenetek küldésétől és fogadásától a [Beállítások] ([Settings]) [Üzenetek a többi játékostól] ([Messages from other players]) menüpontja alatt - Befoltozza az Arcade Darts, a Patapon 2 és a Numblast PlayStation Portable-játékok mentési biztonsági rését - Befoltozza a rendszermag biztonsági rését, amely lehetőséget adott az eCFW-k használatára a PS Vita PSP emulátorában - Befoltozza az „egyedi buborék” biztonsági rést - A rendszermemória az operációs rendszer részére fenntartott 256MB-jából 30%-a elérhető lett a játékok számára |
| 3.36 2015. január 14.                                                  | Rendszer - Javítja a PS Vita PSP-emulátorának bizonyos belső funkcióit - Befoltozza egy meg nem nevezett PlayStation Portable-játék mentési biztonsági rését - Frissíti a PS Vita PSP-emulátorát a PSP 6.61-es rendszerszoftverére |
| 3.35 2014. október 28.                                                 | Rendszer - Befoltozza a Go! Sudoku című PlayStation Portable-játék mentési biztonsági rését - Kompatiblitást biztosít a PLayStation Store-ról elérhető Live from PlayStation alkalmazással (amihez mindenképpen 3.30-as vagy újabb rendszerszoftver kell) PS4 Link - Négyjátékos távoli játék PlayStation TV-n - Ezentúl a hálózati környezethez viszonyítva is be lehet állítani a távoli játék videominőségét a PS TV rendszeren |
| 3.30 2014. október 2.                                                  | Rendszer - Megjelent a [Téma és háttérkép] ([Theme & Background]) a [Beállítások] ([Settings]) alatt - 22 új nyelv támogatása a [Külső billentyűzet] ([External Keyboard]) beállításoknál (korábban csak az amerikai angol és a japán volt elérhető) - Javítja a [Mentés importálása] ([Import Saved Data]) funkciót miután az a 3.10-es rendszerszoftver megjelenésével használhatatlan lett - A PS4-es távoli játék ezentúl egyszerre két játékost is támogat - Megjelent a nouméai időzóna, valamint wellingtoni nyári időszámítás - Megjelent a „Szellemi tulajdonra vonatkozó figyelmeztetések” (Intellectual Property Notices) pont az alkalmazásmenüben - Befoltoz egy mentési, több rendszermag és egy Webkit biztonsági rést, illetve néhány belső rendszeri hibát is Trófeák - Ezentúl látható a trófeák ritkasága Naptár - A [Naptár]ban ([Calendar]) létrehozott eseményeket ezentúl tovább lehet küldeni az [Üzenetek] ([Messages]) és [E-mail] alkalmazásokban. Az üzenetet fogadó fél elmentheti ezen eseményeket a saját naptárjába - Ezentúl a barátokat és egyéb játékosokat is hozzá lehet rendelni a [Naptár]ban ([Calendar]) létrehozott eseményekhez - A [Naptár] ([Calendar]) alkalmazás LiveArea-képernyője ezentúl a következő hat megjelölt eseményt mutatja Böngésző - A rendszer [Böngésző]jében ([Browser]) ezentúl egyszerre is bezárható az összes fül - Javítások a [Böngésző] ([Browser]) oldalbetöltési képességeiben és HTML5/JavaScript-tartalmakkal való kompatibilitásában. A HTML5test-pontszám 291-ről 345-re emelkedett Tartalomkezelő - A Tartalomkezelő-segéd (Content Manager Assistant) alkalmazás támogatottsága megszűnt a Windows XP és Mac OS X Leopard operációs rendszerek alatt PS TV - A VTE–1000 nevet PlayStation TV-re vagy PS TV-re cserélték a rendszeralkalmazásokban - Legfeljebb négy vezeték nélküli kontroller csatlakoztatható a PS TV-hez. A játékosok száma a játéktól vagy alkalmazástól függ - Ezentúl az észak-amerikai és európai fiókok is használhatóak a PlayStation TV-hez - Részletesebb figyelmeztető üzenet a PlayStation TV készülékek készenléti/kikapcsolási képernyőjén |
| 3.20 Kizárólag előretelepítve Először 2014. október 14-én bukkantak rá | Rendszer - Ez a rendszerszoftver kizárólag előretelepítve volt elérhető a PlayStation TV kezdeti észak-amerikai és európai példányain - Lehetőséget biztosít a PLayStation Vita TV-n nem ázsiai PSN-fiókok használatára, ha azt PS3-on vagy proxikon keresztül állítják be. Ezt leszámítva a rendszerszoftver megegyezik az előző verzióval (3.18) |
| 3.18 2014. augusztus 7.                                                | Rendszer - Javult a rendszerstabilitás bizonyos opciók alkalmazása során - Megváltozott a „behajtani tilos” piktogram |
| 3.15 2014. április 30.                                                 | Rendszer - Teljes funkcionalitású távoli játék a PlayStation Vita TV és a PS4 rendszerek között - Befoltozza több nem nyilvános játék mentési biztonsági rését PS4 Link - A PS Vita és a PS4 összekapcsolása egyszerűbb lett |
| 3.12 2014. március 28.                                                 | Rendszer - Javult a rendszerstabilitás bizonyos opciók alkalmazása során - Javítja a 3.10-es rendszerszoftvernél fellépő, a nagyobb memóriakártyáknál jelentkező problémákat |
| 3.10 2014. március 25.                                                 | Rendszer - A kezdőképernyőn megjeleníthető alkalmazások száma 500-ra emelkedett - Megjelent [A nyári időszámítás automatikus átállítása] ([Adjust Daylight Savings Automatically]) opció - Megjelent a [30 perc] ([30 minutes]) opció az [Automatikusan készenléti üzemmódba lépés] ([Enter Standby Mode Automatically]) alatt - PocketStation-funkcionalitás a rendszerszoftverbe építve (kizárólag Japánban) - DualShock 4-támogatás a PlayStation Vita TV-hez - PlayStation Mobile-kompatibilitás a PlayStation Vita TV-hez - Külső billentyűzetek támogatása - Befoltozza több játék mentési biztonsági rését, köztük számos nem nyilvánost is - Belső rendszerszoftver-változásokkal megakadályozza a nagyobb fájlok elindítását (így a TN-V/ARK eCFW programokat) a PSP minik biztonsági résén keresztül, ha az adott PSP mininek nincsenek hálózati funkciói Alkalmazások - Új [Naptár] ([Calendar]) alkalmazás, mely a Google Naptárral is szinkronizálhat Tartalomkezelő - Megjelent a [Tartalom kezelése a memóriakártyán] ([Manage Content on Memory Card]) opció Üzenetek - Hangüzenetek küldésének és fogadásának lehetősége Szülői felügyelet - A [PS áruház]hoz ([PS Store]) való hozzáférés ezentúl korlátozható - Megjelent az életkor szerinti tartalombesorolási útmutató Zene - Ezentúl a csatlakoztatott készülékeken, így a személyi számítógépeken is lehet keresni Videók - Méret szerinti rendezés Fényképek - Megjelent a [Képernyő automatikus elforgatása] ([Rotate Screen Automatically]) opció - Megjelent a [Szabadstílusú] ([Freeform]) opció a panorámaképek készítésénél |
| 3.01 2013. december 5.                                                 | Rendszer - Javult a rendszerstabilitás - Befoltozza több meg nem nevezett játék mentési biztonsági rését, ezzel megakadályozva a VHBL/eCFW futtatását ezen játékokon keresztül |
| 3.00 2013. november 5.                                                 | Rendszer - Megjelent a [Szülői felügyelet] ([Parental Controls]) alkalmazás a kezdőképernyőn - A további rendszerszoftver frissítések automatikusan is letölthetővé váltak - Frissült a portugál rendszernyelvet az 1990-es portugál nyelvi ortografikus megállapodás értelmében - Javult a rendszerstabilitás - Számos játéknál felmerült biztonsági rést befoltoz, ezzel megakadályozva a VHBL futtatását ezen játékon keresztül Trófeák - Ezentúl a PS4-szoftverek trófeái is megtekinthetőek a PS Vitán Tartalomkezelő - Ezentúl ugyanazon Wi-Fi hálózatra csatlakozott PS3-ra is lehet tartalmakat továbbítani és fogadni, ha a PS3 rendszerszoftvere 4.50-es vagy újabb Üzenetek - A [Csoportos csevegés]t ([Group Messaging]) átnevezték [Üzenetek]re ([Messages]) - Megváltozott az [Üzenetek] ([Messages]) alkalmazás ikonja - Ezentúl PS4-re és a PlayStation Appot futtató mobileszközökre is lehet üzeneteket küldeni, illetve azokról üzeneteket fogadni E-mail - Ezentúl a névjegyeket a Gmailből és a Yahoo! Mailből is lehet szinkronizálni a CardDAV használatával Parti - Megváltozott a [Parti] ([Party]) alkalmazás ikonja - Ezentúl a PS4-felhasználókkal is lehet szöveges- és hangüzeneteket váltani Távoli játék - A [Távoli játék]ot ([Remote Play]) átnevezték [PS3-as távoli játék]ra ([PS3 Remote Play]) PS4 Link - Megjelent a [PS4 Link] alkalmazás a kezdőképernyőn Barátok - A [Barátok] ([Friends]) alkalmazás elrendezése megváltozott. Ezentúl négy fül érhető el: - Játékos keresés a PSN-en (Find Player on PSN) - Barátok (Friends) - Barátfelkérések (Friend Requests) - Blokkolt játékosok (Players Blocked) Fényképek - Panorámaképek készítése a PS Vita kamerájával - A panorámaképeket a rendszer mozgásérzékelőivel is meg lehet nézni |

### 2. verzió
| Verziószám Megjelenés (UTC) Megjegyzések                               | Leírás |
| ---------------------------------------------------------------------- | --- |
| 2.61 2013. augusztus 28.                                               | Rendszer - Javult rendszerstabilitás - Beoltozza az Arcade Darts, Arcade Bowling, az Arcade Pool és a World of Pool PlayStation Portable-játékok mentési biztonsági hibáit, ezzel megakadályozva a VHBL futtatását ezen játékokon keresztül |
| 2.60 2013. augusztus 5.                                                | - A PlayStation Vita TV kezdeti rendszerszoftvere Japánban Rendszer - Megjelent az [Eszközök] ([Devices]) menüpont a [Beállítások] ([Settings]) alatt - A [Bluetooth-beállítások] ([Bluetooth Settings]) átkerült az [Eszközök] ([Devices]) menüpont alá - A PS-gomb nyomva tartásával megnyíló gyorsmenü fejlődött - Stabilitási javítások - Élsimítás kaptak a kezdőképernyő ikonjai - Befoltozza a Gamocracy One: Legend of Robot mini biztonsági hibáit - Befoltozza a Pool Hall Pro PlayStation Portable-játék egyik nem közzétett biztonsági hibáját - Javítja a 2.10-es rendszoftvernél megjelent képernyőkép-tömörítési hibát a Gravity Rush és az Everybody’s Golf című játékoknál LiveArea - A [Tartalomkezelő] ([Content Manager]) és a [Fényképek] ([Photos]) LiveArea-képernyője frissült PlayStation Plus - Megjelent egy [PlayStation Plus]-ikon a PlayStation Vita-játékok és -alkalmazások LiveArea-képernyőjén, ezzel egyszerűbbé téve a mentések fel- és letöltését Böngésző - A [Böngésző] ([Browser]) videotámogatása bővült Tartalomkezelő - Ezentúl a felhasználók használhatják a tartalmakat a távoli rendszeren azok átmásolása előtt Trófeák - A trófeákat ezentúl el lehet rejteni |
| 2.50 Kizárólag előretelepítve Először 2013. október 10-én bukkantak rá | Rendszer - Ez a rendszerszoftver kizárólag előretelepítve volt elérhető a PCH–2000-es modell kezdeti példányain - Támogatás a PlayStation Vita Slim (PCH–2000) modellhez, azonban ezt leszámítva a rendszerszoftver megegyezik az előzővel (2.12) |
| 2.12 2013. május 8.                                                    | Rendszer - Javított rendszerstabilitás |
| 2.11 2013. április 16.                                                 | Rendszer - Javított rendszerstabilitás - Bizonyos játékok lejátszásának stabilizálása |
| 2.10 2013. április 9.                                                  | Rendszer - Mappák készítésének lehetősége, mappánként maximum 10 ikonnal, maximum 100 ikonig (a mappákat beleszámítva) a kezdőképernyőn - Az információs sávon ezentúl a rendszerbe helyezett PS Vita-játékkártya ikonja is látható - A felhasználók ezentúl PS Vita-kártyánként menthetik el a kezdőképernyő elrendezését - Amikor az [Automatikus némítás] ([Mute Automatically]) be van kapcsolva a [Beállítások]ban ([Settings]), akkor a PS Vita elnémítja a hangszórókat, ha a fülhallgatót kihúzzák. Ezentúl ehhez hasonlóan a zene is megáll, ha a fülhallgatót kihúzzák - [A Wi-Fi energiatakarékos üzemmódban való használata] ([Use Wi-Fi in Power Save Mode]) hozzáadva az [Energiatakarékossági beállítások]hoz ([Power Save Settings]) - A [Wi-Fi-kapacsolat automatikus bontása] ([Disconnect Wi-Fi Connection Automatically]) opciót eltávolították - Befoltozza az Apache Overkill mini biztonsági rését PlayStation Plus - A PlayStation Plus-tagok ezentúl automatikusan frissíthetik a [PlayStation Mobile]-szoftvereket, illetve fel- és letölthetik a mentéseket 3G hálózaton - Ezentúl 3G hálózaton keresztül is lehet fel- és letölteni játékmentéseket Böngésző - Videotámogatás a [Böngésző]ben ([Browser]) (memóriakártya szükséges, bizonyos videók nem támogatottak) E-mail - Fejlesztések az [E-mail] alkalmazáshoz, mellyel így HTML-üzeneteket is lehet olvasni, egyszerre több e-mail-címet is hozzá lehet adni a névjegyekhez, illetve az üzenetek között is lehet keresni Csoportos csevegés - Ezentúl egyszerre több címzettnek is lehet üzenetet küldeni Fényképek - Az állóképek ezentúl nagyfelbontásban láthatóak nagyításkor is Tartalomkezelő - Ezentúl a felhasználók rendszerszoftver-frissítést kereshetnek, amikor a PS Vitájukat egy PS3 rendszerhez csatlakoztatják. A PS3 rendszerszoftverének ehhez 4.40-nek vagy újabbnak kell lennie - Ezentúl a PS Vita biztonsági mentések elnevezhetőek, amikor azt PS3-ra vagy személyi számítógépre mentik. A PS3 rendszerszoftverének ehhez 4.40-nek vagy újabbnak kell lennie, illetve a tartalomkezelő alkalmazásnak is frissnek kell lennie PlayStation Store - Ezentúl a PlayStation Mobile-tartalmak nem oda illőnek való jelentésekor a felhasználók részleteket is közölhetnek |
| 2.06 2013. március 12.                                                 | Rendszer - Javított rendszerstabilitás - Befoltozza Dissidia 012 Final Fantasy című PlayStation Portable-játéknál felmerült biztonsági rést - A böngészőnél felmerült JavaScript webcímhamisítási biztonsági rés befoltozása |
| 2.05 2013. január 24.                                                  | Rendszer - Javított rendszerstabilitás - Befoltozza az Uno című PlayStation Portable-játéknál felmerült biztonsági rést |
| 2.02 2012. december 19.                                                | Rendszer - Javított rendszerstabilitás |
| 2.01 2012. december 3.                                                 | PlayStation Plus - A mentések [Automatikus feltöltés]e ([Upload Automatically]) opció javítása Rendszer - Javított rendszerstabilitás |
| 2.00 2012. november 19.                                                | Rendszer - A rendszergombok további alkalmazásokban is használhatóak - Török rendszernyelv - A [Beállítások]ban ([Settings]) ezentúl be lehet állítani, hogy az értesítés típusától függően milyen visszajelzés legyen - A [Wi-Fi-kapcsolat automatikus bontása] ([Disconnect Wi-Fi Connection Automatically]) hozzá lett adva a [Hálózat] ([Network]) > [Wi-Fi beállítások] ([Wi-Fi Settings]) alá PlayStation Network - PlayStation Plus-támogatás - A felhasználók ezentúl hozzákapcsolhatják a PlayStation Network-fiókjukat a Twitterhez - Az [Avatar], a [Panel], az [Online ID], a [Rólam] ([About Me]) és a [Beszélt nyelvek] ([My Languages]) opciók átkerültek a [PlayStation Network] > [Fiókinformációk] ([Account Information]) alól az új [Profil] ([Profile]) kategóriába - Megjelent a [PlayStation Mobile] a [Rendszer] ([System]) alatt - A képernyőképek lementése ezentúl a háttérben történik - A trófeaszinkronizálás ezentúl a háttérben történik - Befoltozza az Urbanix mini mentési biztonsági rését - Ezentúl törölni lehet a PlayStation Portable-játékok képernyőmentéseit és dalait Tartalomkezelő - A [Tartalomkezelő]t ([Content Manager]) áttervezték - Ezentúl lehetőség van a tartalmak másolására és letöltésére PlayStation Plus felhőtárhelybe, PS3-ra és személyi számítógépekre Wi-Fin keresztül Böngésző - A megjelenítési motor frissítése - A [Böngésző] ([Browser]) ezentúl további GPU-feldolgozási teljesítményt használ - Egy YouTube-hivatkozásra tappintva ezentúl az a YouTube-alkalmazásban nyílik meg - A HTML5- és a JavaScript-motorok frissítése - A felhasználók ezentúl elküldhetik a jelenlegi webcímet a Twitter-beállításokon keresztül - A [Böngésző]t ([Browser]) ezentúl akkor is el lehet indítani, ha fut egy alkalmazás vagy játék - Ezentúl egy mutatóval (Az L vagy az R gomb nyomvatartásával és képernyő megérintésével) is ki lehet választani a hivatkozásokat Alkalmazások - Megjelent egy [E-mail] alkalmazás Térkép - A [Térkép] ([Maps]) ezentúl időjárási adatokat is képes megjeleníteni, ahol ezek elérhetőek Near - Finomították a [near] elrendezését Barátok - A barátok tevékenységi listája az alkalmazás LiveArea-képernyőjére került - A felhasználók ezentúl megjegyzéseket fűzhetnek a barátkérő üzenetekhez - A felhasználók ezentúl [Panaszjelentés]t ([Grief Report]) tehetnek barátkérő üzenetekhez fűzött nem odaillő megjegyzésekre - A TIFF, a BMP, a PNG, a GIF és az MPO támogatott formátum lett a [Csoportos csevegés]ben ([Group Messaging]) Videók - A PS Vita rendszer ezentúl képes lejátszani az 1080-as felbontású videókat - A videók alatt ezentúl a feliratok is megjelennek - A videók ezentúl lassítva is lejátszhatóak - Fejezetenkénti ugrás - Mappák átmásolása PS Vitára PS3-ról és személyi számítógépekről a [Fényképek] ([Photos]) és a [Videók] ([Videos]) alkalmazásokban - Zeneszámok és videók böngészésekor azok címe horizontálisan úszik, ha az túl hosszú PSone Classics - [Az érintőképernyő beosztása] ([Assign Touchscreen]) és a [Hátsó tapipad beosztása] ([Assign Rear Touch Pad]) funkciók bekerültek a [Kontroller beállítások]hoz ([Controller Settings]) - Az [Egyedi] ([Custom]) bekerült az [Egyéb beállítások] ([Other Settings]) > [Képernyőmód] ([Screen Mode]) alá |

### 1. verzió
| Verziószám Megjelenés (UTC) Megjegyzések | Leírás |
| ---------------------------------------- | --- |
| 1.81 2012. szeptember 17.                | Rendszer - Javult szoftverstabilitás - Befoltozza a Monster Hunter Freedom Unite című PlayStation Portable-játéknál felmerült mentési biztonsági rést, ezzel megakadályozva a VHBL futtatását a játékon keresztül Treasure Park - Egy hiba javítása, amely miatt a játék nem tudott rendesen betölteni, ha a játékos túl sok kincsestérképet kapott |
| 1.80 2012. augusztus 28.                 | Rendszer - A felhasználók ezentúl a PS Vita gombjaival is vezérelhetik a kezdőképernyőt, illetve bizonyos alkalmazásokat, így a [Zené]t ([Music]) és a [Videó]t ([Video]) is - A [Hang és képbeállítások] ([Sound & Display Settings]) menüpont alatti értesítési beállítások átkerültek a saját [Értesítési beállítások] ([Notification Settings]) menübe - A [Dátum és idő] ([Date & Time]) > (Dátum- és időbeállítások] ([Date & Time Settings]) alatti menüpontok megváltoztak - Japán billentyűzet - A memóriakártyák ezentúl PSN-fiókokhoz kötöttek, hogy a felhasználók ne válthassanak a fiókok között. A rendszer nem fogad el másik fiókhoz kötött memóriakártyát, hacsak újra nem formázzák azt - A [Fényképek] ([Photos]), a [Zene] ([Music]) és a [Videók] ([Videos]) alkalmazásokban javítva lettek a kategórialisták elrendezései - Az [Értesítési központ] ([Notification Center]) át lett tervezve - A személyi számítógép vagy PlayStation 3 rendszer közötti adatátvitel fejlődött - A LiveArea [Segítség] ([Help]) funkciója fejlődött - Bizonyos menüelemek ikonja megváltozott - A felhasználók ezentúl hibajelentéseket küldhetnek a Sony Computer Entertainment felé - A háttérszínek megváltoztak Távoli játék - Megjelent a [Cross-Controller] funkció, mely lehetőséget biztosít a PS Vita rendszernek, hogy másodlagos kontrollerként működjön egy PlayStation 3 rendszernél Játékok - A felhasználók ezentúl játszhatnak bizonyos a PlayStation Store-ból letöltött PSone Classicsszal - A felhasználók ezentúl több kombinációt adhatnak meg a PS Vita jobb analóg karjára PSP-játékok vagy minik játszása során. Ezek mellett a felhasználók a PS Vita érintőképernyőjének négy sarkára is egy-egy billentyűfunkciót adhatnak meg - Megjelent a [Mentés importálása] ([Import Saved Data]) funkció a LiveArea-képernyőn. Ezt csak a funkciót támogató játékok esetén lehet látni Fényképek - Ezentúl az MPO formátumú fájlok is megtekinthetőek a PS Vita rendszeren. Ezek mellett ezentúl lehetséges a [Tartalomkezelő] (Content Manager) alkalmazást használva átmásolni az MPO fájlokat PlayStation 3-ról vagy személyi számítógépekről. A háromdimenziós vagy több kameraállású fájlok nem támogatottak Zene - Ezentúl támogatottak az iTunes (10.6.3 vagy újabb), az M3U és az M3U8 formátumú lejátszási listák a [Zene] ([Music]) alkalmazásban - A lejátszási listák ezentúl PS3 rendszeren keresztül is átmásolhatóak Videók - Megjelent a lejátszás sebessége és az ismételt lejátszás funkciója a [Videó] ([Video]) alkalmazásban - Ezentúl videolejátszáskor a folyamatjelző sáv mozgatása során a videó megadott helyéről készült pillanatkép látható - Ezentúl automatikusan generálódik egy bélyegkép a videókhoz, ha azoknak nincs megadva pillanatkép információja - A felhasználók ezentúl megtekintés/lejátszás közben is másolhatnak fényképet vagy videót egy személyi számítógépre vagy PS3-ra Barátok - A felhasználók ezentúl egyszerre több ismerősnek jelölést is törölhetnek Near - A [near] ezentúl internetelérés nélkül is információkat gyűjthet a közeli Wi-Fi hozzáférési pontokról és egy későbbi időpontban ezek felhasználásával frissítheti a tartózkodási helyet - A [near] LiveArea-képernyője fejlődött és ezentúl összesített statisztikákat mutat Csoportos csevegés - Elrendezési javítások történtek a [Csoportos csevegés]ben ([Group Messaging]) - A felhasználók ezentúl képeket készíthetnek a rendszer kamerájával, hogy azokat csatolmányként hozzáadják a [Csoportos csevegés]ben ([Group Messaging]) - A [Csoportos csevegés] ([Group Messaging]) LiveArea-képernyőjéről eltávolításra került az [Új üzenet] ([New Message]) gomb Térképek - A [Térképek] ([Maps]) fejlődött egy a képernyő tetején megjelent gomb hozzáadásával, mellyel [Keresés helyre] ([Search for Location]) és a [Keresés útvonalra] ([Search for Directions]) funkciók között lehet váltani. A felhasználók ezentúl egy zászlót helyezhetnek el a térképre a képernyőn egy helyet megérintve és nyomva tartva Böngésző - A hátsó tapipadot ezentúl lapozásra és nagyításra is lehet használni a [Böngésző]ben ([Browser]) - A felhasználók ezentúl nem tudnak a JavaScript könyvjelzőtrükkel videókat letölteni a YouTube-ról a [Böngésző]ben ([Browser]) - Megjelent egy gomb a [Böngésző]ben ([Browser]), mellyel azonnal a weboldal tetejére lehet ugorni Parti - A felhasználók ezentúl 100 üzenetre és információra terjedő előzményt érhetnek el a [Parti] ([Party]) alkalmazásban |
| 1.691 2012. július 4. Opcionális         | Rendszer - Megoldja az Escape Plan című PS Vita-játék demójánál felmerült kompatibilitási problémákat |
| 1.69 2012. június 11. Opcionális         | Rendszer - Javított rendszerstabilitás - Befoltozza a Super Collapse 3 című PlayStation Portable-játéknál felmerült mentési biztonsági rést, ezzel megakadályozva a VHBL futtatását a játékon keresztül - Megoldja az Conception: Ore no kodomo vo undekure! című PlayStation Portable-játéknál felmerült kompatibilitási problémákat |
| 1.67 2012. április 11.                   | Rendszer - Megoldja a Dream Club Zero Portable PlayStation Portable-játéknál felmerült kamerakompatibilitási problémákat |
| 1.66 2012. április 4.                    | Rendszer - Megoldja az 1.65-ös rendszerszoftvernél jelentkező problémákat Beállítások - A [Beállítások] ([Settings]) > [Hang és kép] ([Sound and Display]) alatti [Rendszerzene] ([System Music]) funkció ezentúl a [PS áruház] ([PS Store]) és a [near] alkalmazásokra, illetve a regisztrációs képernyőkre és a kezdőképernyőre is hatással van - Az értesítések időtartama 5 másodpercről 3 másodpercre csökkent - A következő játékokban és alkalmazásokban funkcionalitási javítások történtek: Unit 13, Gravity Daze, near Near - A felhasználóknak ezentúl lehetőségük van a helymeghatározási adatok keresésekor felmerült hiba esetén újrapróbálni vagy megszakítani azt - Ezentúl a felhasználók közvetlen [PS áruház]-hivatkozáson ([PS Store]) keresztül érhetik el a [near]ben felfedezett új alkalmazásokat - A felhasználók ezentúl bármikor frissíthetik az adatokat a [near]ben, feltéve, hogy ugyanazon helyen tartózkodnak |
| 1.65 2012. április 3. Az 1.66 leváltotta | Rendszer - Megjelent az [Értesítés] ([Notification Alert]) menüpont a [Beállítások]ban ([Settings]), mellyel a felhasználók az értesítéseket kapcsolhatják ki/be - Megjelent a [10 perc elteltével] ([After 10 Minutes]) opció a [Energiagazdálkodási beállítások]ban ([Power Save Settings]) - A Caps Lock ezentúl támogatott a képernyő-billentyűzeten - Ezentúl egy nyíl látható a LiveAreában, ha a PS Vita új tevékenységeket érzékelt - A letöltött játékok és egyéb tartalmak telepítésekor megjelent egy állapotjelző sáv - Az előre meghatározott lejárati dátummal rendelkező minik (például a PlayStation Plus szolgáltatáson keresztül megszerzettek) ezentúl megfelelően töltődnek be - Befoltozza az Everybody’s Tennis Portable és a MotorStorm: Arctic Edge PlayStation Portable-játékok biztonsági hibáit, melyek miatt a felhasználóknak lehetőségük volt jogosulatlan tartalmak futtatására |
| 1.61 2012. február 21.                   | Rendszer - Javítja a rendszerszoftver bizonyos aspektusait |
| 1.60 2012. február 8.                    | Alkalmazások - Egy a Google Térkép-alapú alkalmazás került be a rendszerbe Near - A [near]ben a játékosok információi ezentúl a [Felfedezések] ([Discoveries]) képernyőn láthatóak Tartalomkezelő - A felhasználók ezentúl a [Tartalomkezelő]ben ([Content Manager]) is törölhetik a biztonsági mentéseket Fényképek - A felhasználók ezentúl videókat is rögzíthetnek a [Fényképek] ([Photos]) alkalmazáson keresztül Rendszer - A PS-gomb ezentúl kéken villog, ha az akkumulátor töltődik - A [Beállítások]ban ([Settings]) megváltozott a [Repülőüzemmód] ([Flight Mode]) helye - Ezentúl megjegyzéseket lehet tenni a Facebookra a PlayStation Store-on értékelt termékekről - Ezentúl jelenteni lehet a nem helyénvaló üzeneteket a [Csoportos csevegés]ben ([Group Messaging]) és a nem helyénvaló megjegyzéséket a tevékenységi hírcsatornában - A „PlayStation Network account” (PlayStation Network-fiók) át lett nevezve „Sony Entertainment Network account”-ra (Sony Entertainment Network-fiók) |
| 1.52 2012. január 16.                    | Rendszer - Javított rendszerstabilitás - Javítja az 1.51-es rendszerszoftvernél felmerült hibát, amely miatt a 3G/Wi-Fi rendszerek nem érzékelték a SIM kártyát |
| 1.51 2011. december 27.                  | Rendszer - Bizonyos játékoknál felmerülő fagyási hibák javítása |
| 1.50 2011. december 17.                  | Rendszer - A PlayStation Vita-dokkoló támogatása |
| 1.06 2012. február 15.                   | - Kezdeti rendszerszoftver Európában - Kezdeti rendszerszoftver Észak-Amerikában |
| 1.05 2011. december 17.                  | - Kezdeti rendszerszoftver Japánban |
| 1.04 2011. december 17.                  | - Kizárólag a Sin kamaitacsi no joru: 11 hitome no Suspect című játékkal érhető el |
| 1.03 2011. december 17.                  | - Kezdeti rendszerszoftver Japánban |